# Javols
Javols era una comuna francesa del departamento de Lozère, situado en la región de Occitania, que el 1 de enero de 2017 pasó a ser una comuna delegada de la comuna nueva de Peyre en Aubrac al fusionarse con las comunas de Aumont-Aubrac, Fau-de-Peyre, La Chaze-de-Peyre, Sainte-Colombe-de-Peyre y Saint-Sauveur-de-Peyre.
Tiene una población estimada, a inicios de 2021, de 327 habitantes.

## Demografía
| Gráfica de evolución demográfica de Javols entre 1800 y 2021 |
|                                                              |

Los datos demográficos contemplados en este gráfico de la comuna de Javols se han cogido de 1800 a 1999 de la página francesa EHESS/Cassini, y los demás datos de la página del INSEE.